# Polier (Bodenfelde)

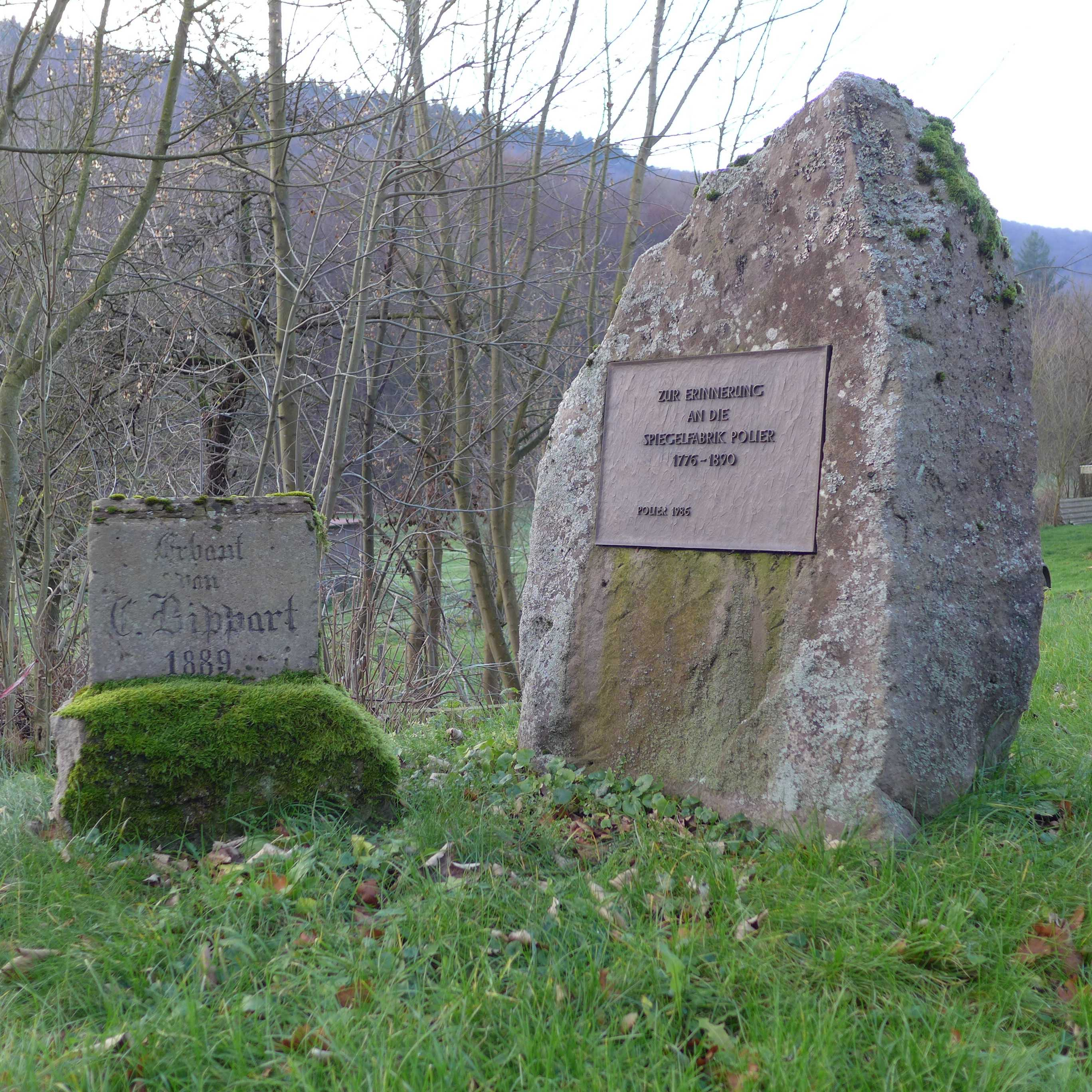
Gedenkstein am Ortsrand für die Spiegelfabrik aus Zeiten der Ortsgründung

Polier ist eine Ortslage der Bodenfelder Ortschaft Nienover im Landkreis Northeim (Niedersachsen).
Nach der Gründung der Spiegelglashütte Amelith in Amelith wurde 1777 benachbart dazu eine Polierhütte errichtet. Die Schleifmühle zur Glaspolitur, seit 1779 ausgebaut von Ernst Jacob Eckard, wurde mit Wasser des Reiherbaches betrieben. Die Arbeiter siedelten sich hier an, so dass Polier als Industriesiedlung entstand. In einer Phase wirtschaftlicher Schwierigkeiten um 1850 wanderten einige Menschen aus Polier und Umgebung nach Nordamerika aus. Am Michigansee gab Friedrich Carl Ludwig Koch einer neu gegründeten Siedlung den Namen Amelith aufgrund seiner familiären Beziehungen zur hiesigen Spiegelglashütte. Die Gemeindekirche der neuen Siedlung war die St.-Johannes-Kirche, die heute St. John Church heißt und zur Frankenlust Township im Bay County gehört. Nach der Schließung der Glashütte 1926 wurden die Menschen im Solling als Waldarbeiter tätig, so dass Polier zur Arbeitersiedlung wurde. Heute sind hier ansässige berufstätige Personen zumeist Pendler in die umliegenden Städte.
Bis Ende 2010 war Polier staatlich anerkannter Erholungsort.